# Genesis (2011)
L'édition 2011 de Genesis est la 6e édition de TNA Genesis, une manifestation annuelle de catch professionnel télédiffusée et visible uniquement en paiement à la séance. L'événement, produit par la fédération Total Nonstop Action Wrestling, a lieu le 9 janvier 2011 à TNA Impact! Zone de la ville de Orlando, Floride, aux États-Unis,. Ce sont généralement des gros matchs qui ponctuent les rivalités en cours avec notamment des matchs pour les titres de la TNA, le main-event étant le point culminant concluant la soirée.

## Contexte
Les spectacles de la Total Nonstop Action Wrestling en paiement à la séance sont constitués de matchs aux résultats prédéterminés par les scénaristes de la TNA. Ces rencontres sont justifiées par des storylines - une rivalité avec un catcheur, la plupart du temps - ou par des qualifications survenues dans les émissions de la TNA telles que TNA Xplosion et TNA Impact!. Tous les catcheurs possèdent un gimmick, c'est-à-dire qu'ils incarnent un personnage face (gentil), heel (méchant) ou tweener (neutre, apprécié du public), qui évolue au fil des rencontres. Un pay-per-view comme Genesis est donc un évènement tournant pour les différentes storylines en cours.

## Déroulement

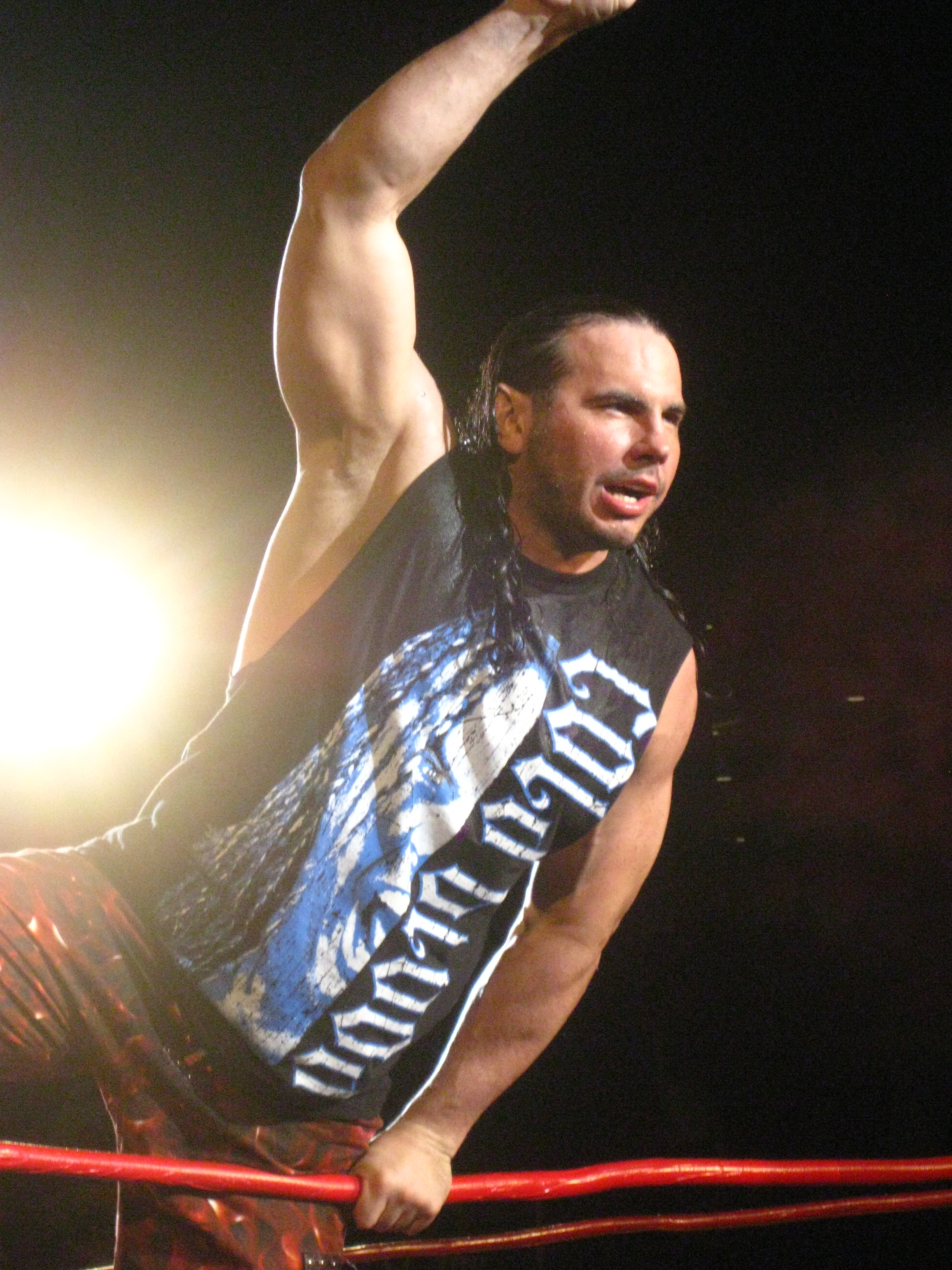
Matt Hardy Cross the Line

- Le match entre Matt Morgan et Mr. Anderson a lieu à cause d'Eric Bischoff qui a imposé ce match à Mr. Anderson. Si Anderson perd, il quitte la TNA. Cependant, Matt Morgan fait tout pour ne pas affronter Anderson car celui-ci est blessé à la tête depuis un coup de chaise de Jeff Hardy.
- Mickie James a réussi à obtenir un match de championnat pour le TNA Women's Knockout Championship grâce à sa victoire face à Angelina Love. À noter que Madison Rayne a attaqué à plusieurs reprises Mickie James.
- Brother Ray a obtenu un match contre Brother Devon à la suite d'un défi, pour déterminer lequel des deux était le membre le plus fort de la Team 3D.
- Douglas Williams ayant gagné le titre de AJ Styles a TNA Final Resolution, ce dernier aura une nouvelle chance de récupérer sa ceinture (il avait déjà eu une chance a TNA Impact! dans un Iron Man match perdu). Si AJ Styles perd il devra quitter Fortune.
- Kazarian a gagné une chance pour le titre TNA X Division Championship de Jay Lethal en remportant un match qui l'opposait a Robbie E, Max Buck et Jeremy Buck
- À Bound for Glory (2010), Jeff Hardy a effectué un heel turn et a trahi son ami Rob Van Dam. Depuis cette date, Rob Van Dam a promis de se venger mais, n'en ayant jamais eu l'occasion, Jeff Hardy lui a proposé un "pacte" : s'il gagne un match contre un membre des Immortal, il aura une chance de se venger et de redevenir TNA World Heavyweight Champion.
- La rivalité de Jeff Jarrett et Kurt Angle dure depuis 5 ans. Jeff Jarrett qui depuis TNA Final Resolution se croit un Champion de Mixed Martial Arts car il a battu Samoa Joe par soumission veut faire de même sur Kurt Angle

## Matches
| # | Matchs | Stipulation                                                                           |
| - | --- | ------------------------------------------------------------------------------------- |
| 1 | Kazarian def. Jay Lethal (c)                                                                                    | Match simple pour le Championnat X Division                                           |
| 2 | Madison Rayne (c) def. Mickie James                                                                             | Match simple pour le Championnat féminin des Knockout                                 |
| 3 | Beer Money, Inc. (James Storm et Robert Roode) def. The Motor City Machineguns (Alex Shelley et Chris Sabin (c) | Tag team match pour le Championnat du Monde par équipe                                |
| 4 | Bully Ray def. Brother Devon par disqualification                                                               | Match simple                                                                          |
| 5 | Abyss def. Douglas Williams (c)                                                                                 | Match simple pour le Championnat TV                                                   |
| 6 | Matt Hardy def. Rob Van Dam                                                                                     | Match simple                                                                          |
| 7 | Jeff Jarrett a combattu Kurt Angle pour un no contest.                                                          | Double J Double M A "Exhibition"                                                      |
| 8 | Mr. Anderson def. Matt Morgan                                                                                   | Match simple pour déterminer l'aspirant numéro 1 au Championnat du Monde poids-lourds |
| 9 | Mr. Anderson def. Jeff Hardy (c)                                                                                | Match simple pour le Championnat du Monde poids-lourds                                |